# Parchment
Parchment – miasto w Stanach Zjednoczonych, w stanie Michigan, w hrabstwie Kalamazoo.